# Filip Adamović
Filip Adamović (născut în 15 decembrie 1988) este un jucător bosniac profesionist de baschet care joacă în prezent la echipa U BT Cluj-Napoca din Liga Română. De asemenea, reprezintă internațional și Echipa Naționala a  Republicii Srpska.